# Two Worlds
Two Worlds är ett datorrollspel till både Xbox 360-konsolen och Windows. Spelet utvecklades av företaget Reality Pump och publicerades av SouthPeak Interactive år 2007.
Spelet Two Worlds erbjuder spelaren möjlighet att spela antingen offline eller online, dvs. uppkopplad mot Internet. Spelet har vissa drag som påminner om rollspelsserien The Elder Scrolls.